# Municipio Malinalco
Koordinaten: 18° 57′ N, 99° 30′ W
Malinalco ist ein Municipio im mexikanischen Bundesstaat México. Die Gemeinde hatte im Jahr 2010 25.624 Einwohner, ihre Fläche beträgt 205,8 km².
Verwaltungssitz und größter der über 40 Orte des Municipios ist das gleichnamige Malinalco. Weitere größere Orte im Municipio sind San Simón El Alto, Chalma und San Andrés Nicolás Bravo.
Charakteristisch für das Municipio ist seine hohe Biodiversität.

## Geographie
Malinalco liegt im Süden des Bundesstaates Mexiko, etwa 50 km südöstlich von Toluca de Lerdo.
Das Municipio Malinalco grenzt an die Municipios Tenancingo, Joquicingo, Ocuilan und Zumpahuacán sowie an den Bundesstaat Morelos.